# Skošanska ploča
Skošanska ploča je tektonska ploča na rubu Južnog Atlantika i Južnog oceana. Leži ispod južnog dijela Atlantskog oceana ispod mora Scotia, a omeđena je podmorskim planinskim masivima koji povezuju Ande s Antarktičkim poluotokom. Zapadne granice Skošanske ploče leže pored Drakeova prolaza koji razdvaja Južnu Ameriku od Antarktike, a istočne granice se nalaze kod otočja Južni Sandwich.
Smatra se da je nastala tijekom ranog eocena otvaranjem Drakeovog prolaza koji dijeli Južnu Ameriku od Antarktike. To je manja ploča čije kretanje u velikoj mjeri kontroliraju dvije glavne ploče koje je okružuju: Južnoamerička ploča i Antarktička ploča.
Površine od 1,651.000 km². Otprilike je romboidnog oblika, proteže se između 50°S 70°W / 50°S 70°W i 63°S 20°W / 63°S 20°W. Ploča je široka 800 km, a duga 3,000. Pomiče se u smjeru zapad-sjeverozapad brzinom od 2.2 cm/godina, dok se susjedna Južnosendvička ploča kreće prema istoku brzinom od 5.5 cm/godina u apsolutnom referentnom okviru. Ime je dobila po parnoj jahti Scotia Škotske nacionalne antarktičke ekspedicije (1902. – 04.), ekspediciji koja je napravila prvu batimetrijsku studiju regije.
Skošanska ploča izrađena je od oceanske kore i kontinentalnih fragmenata koji su danas raspoređeni oko mora Scotia. Prije formiranje ploče počeo 40 prije milijun godina (40Ma), ti su fragmenti tvorili kontinuiranu kopnenu masu od Patagonije do Antarktičkog poluotoka duž aktivne subdukcijske granice. Trenutno je ploča gotovo potpuno potopljena, uz samo male iznimke otoka Južne Georgije na njezinu sjeveroistočnom rubu i južnog vrha Južne Amerike.

## Granice
Geološke granice Skošanske ploče su:
- Jug i jugozapad: transformna (konzervativna) granica u sklopu zone prijeloma Shackleton koja je odvaja od Antarktičke ploče.
- Sjever: granica s Južnoameričkom pločom karakteriziraju uglavnom transformni rasjedi među kojima je i Rasjed Magallanes-Fagnano.
- Istok: Srednjooceanski hrbat označava divergentnu granicu koja je dijeli od Južnosendvičke mikroploče.

## Tektonske karakteristike
Zajedno sa Sendvič pločom, Škotska ploča nastavlja se na najjužnije Ande do Antarktičkog poluotoku, baš kao što Karipska ploča spaja najsjevernije Ande sa Sjevernom Amerikom, a ove dvije ploče može se usporediti na nekoliko načina. Oboje imaju vulkanske lukove na svojim istočnim krajevima, otočje Južni Sandwich na Južnosendvičkoj ploči i Mali Antili na Karipskoj ploči, a obje ploče također su imale veliki utjecaj na globalnu klimu kada su zatvorile dva glavna ulaza između Tihog i Atlantskog oceana tijekom mezozoika i kenozoika.

### Greben Sjeverna Scotia
Sjeverni rub Škotske ploče omeđen je Južnoameričkom pločom, čineći Sjevernoškotski greben. Sjevernoškotski greben je lijevo-bočna ili sinistralna granica transformacije s brzinom transformacije otprilike 7,1 mm/god. Rasjed Magallanes-Fagnano prolazi kroz Ognjenu Zemlju.
Sjeverni greben proteže se od Isla de los Estados do Ognjene zemlje na zapadu do mikrokontinenta Južna Georgia na istoku, s nizom plitkih obala između njih: Burdwood, Davis, Barker i Shag Rocks. Sjeverno od grebena je 3 km (1.9 mi) duboko Falklandsko korito.

#### Mikrokontinent Južne Georgije
Stručnjaci za tektoniku ploča nisu uspjeli utvrditi je li otočje Južne Georgije dio Skošanske ploče ili su nedavno prirasli Južnoameričkoj ploči. Površinski izrazi granice ploče nalaze se sjeverno od otoka što upućuje na dugoročnu prisutnost tamošnjeg transformatorskog rasjeda. Ipak su seizmička ispitivanja identificirala naprezanje i potisak južno od otoka što ukazuje na mogući pomak transformatorskog rasjeda na područje južno od otoka. Također se sugerira da se ploča koja nosi otoke možda odvojila od ploče Scotia, čineći novu neovisnu mikroploču Južne Georgije, no za ovaj zaključak postoji malo dokaza.
Mikrokontinent Južne Georgije izvorno je bio povezan s geološkim bazenom Roca Verdes (krajnji jug Ognjene zemlje) sve do eocena. Prije toga, ovaj je bazen prošao kroz niz geoloških transformacija tijekom Krede, kroz koju je Južna Georgia prvo zakopana, a zatim se tijekom kasne Krede ponovno pojavila kao topološki element. Prije otprilike 45 milijuna godina, Južna Georgia, još uvijek dio Južnoameričke ploče, ponovno je pokopana, ali je nešto, vjerojatno rotacija Andi Ognjene zemlje, dovršilo raspad južnoameričke ploče i dopustilo Južnoj Georgiji drugu ekshumaciju. Tijekom oligocena (34–23 milijuna Ma) Južna Georgia ponovno je ponovno pokopana dok se širenje morskog dna odvijalo u zapadnom moru Scotia. Napokon, prije 10 milijuna godina, mikrokontinent Južne Georgije podignut je kao rezultat sudara s kontinentskim podnožjem sjeveroistočne Georgije.

### Greben Južne Scotie
Južni rub ploče omeđen je Antarktičkom pločom, tvoreći greben Južna Scotia, lijevo-lateralnu transformsku granicu koja klizi brzinom od otprilike 7,4-9,5 mm/god, a zauzima južnu polovicu granice Antarktičke i ploče Scotia. Relativno kretanje između ploče Scotia i Antarktičke ploče na zapadnoj granici je 7,5–8,7 mm/god. Iako je greben Južne Scotie općenito transformni rasjed, mali dijelovi grebena se šire kako bi nadoknadili pomalo nazubljeni oblik granice.
Na istočnom vrhu Antarktičkog poluotoka, na početku grebena Južne Scotie, mali i jaki raščlanjeni podvodni bank degenerira se u nekoliko izdanaka kojima dominiraju stijene paleozoika i krede. Mali bazen, bazen Powel, odvaja ovaj skup od mikrokontinenta Južnog Orkneyja sastavljenog od stijena iz trijasa i mlađih.
Istočni nastavak grebena, luk Scotia istočno od Južnosendvičke ploče, čine istoimeni otočni luk i rov. Ovaj vulkanski aktivni otočni luk ima potopljene članove na bankovima Jane i Discovery na južnom grebenu.

### Zona prijeloma Shackleton
Zapadni rub ploče omeđen je Antarktičkom pločom, tvoreći zonu loma Shackleton i južni Peruansko-čileanski rov. Južni Peruansko-čileanski rov južni je produžetak subdukcije Antarktičke i ploče Nazca ispod Južne Amerike. Krećući se prema jugu duž grebena, stopa subdukcije se smanjuje sve dok njezino preostalo koso gibanje ne pretvori u transformni rasjed Shackletonove zone loma. Jugozapadni rub ploče omeđen je mikropločom Shetland koja razdvaja zonu loma Shackleton i greben Južna Scotia.
Sjeverno od Južnih Shetlandskih otoka i duž južne polovice zone loma Shackleton nalazi se ostatak ploče Phoenix (također poznate kao Drakeova ili Aluk ploča). Oko 47 Ma je nastavljeno širenje pacifičko-antarktičkog grebena, a time je započela i subdukcija ploče Phoenix. Posljednji sudar između segmenata grebena Phoenixa i zone subdukcije bio je 6,5 Ma, a na 3,3 Ma su pomicanja prestala, a ostaci Phoenixove ploče su ugrađeni u Antarktičku ploču. Južni dio zone loma Shackleton bivši je istočni rub Phoenixove ploče.

### Greben Istočne Scotie
Istočni rub ploče Scotia je greben koji se širi omeđen Južnosendvičkom mikropločom, tvoreći greben istočne Scotie. Greben Istočne Scotie je greben koji je nastao zbog subdukcije Južnoameričke ploče ispod Južnosendvičke ploče duž luka otočja Južni Sandwich. Točne stope širenja još uvijek su sporne u literaturi, ali postoji konsenzus da se kreću između 60 i 90 mm/god.
Bankovi sjevernog srednjeg mora Scotia su superponirani na oceansku podlogu i šireće središte zapadnog mora Scotia. Analize uzoraka vulkanoklastičnih stijena s ovih lokacija pokazuju da se radi o konstruktima kontinentalnog luka, a u nekim slučajevima i oceanskog luka sličnih onima koji se formiraju u trenutno aktivnom luku Južni Sandwich. Najstarija aktivnost vulkanskog luka u središnjim i istočnim regijama mora Scotia je 28,5 Ma. Prednji lukovi Južni Sandwich nastali su u središnjem moru Scotia u to vrijeme, ali je od tada preneseni na istok širenjem središta grebena Istočne Scotie.

## Vremenska crta
Vrijeme formiranja ploče Scotia i otvaranje Drakeovog prolaza dugo su bili predmet mnogih rasprava zbog važnih implikacija na promjene oceanskih struja i promjene u paleoklimi. Toplinska izolacija Antarktika, koja je dovela do formiranja antarktičkog ledenog pokrova, uglavnom se pripisuje otvaranju Drakeovog prolaza.

### Formacija
Škotska ploča nastala je oko 80 prije milijuna godina (Ma), tijekom kasnog mezozoika na pantalasskim rubovima superkontinenta Gondvane između dva prekambrijska kratona, Kalahari i Istočnoantarktičkog kratona, koji se sada nalaze u Africi i Antarktiku. Na njegov razvoj također je utjecao kraton Río de la Plata u Južnoj Americi. Početni razlog za njegovo formiranje bio je raspad Gondvane u ono što je postalo jugozapadni Indijski ocean.
Najraniji morski fosili pronađeni na banku Mauricea Ewinga, na istočnom kraju Falklandske visoravni, povezani su s Indijskim oceanom i oceanom Tethys i vjerojatno nešto više od 150 Ma. Weddellovo more se otvorilo i proširilo duž južnog ruba Falklandske visoravni i u bazen Rocas Verdes koji se proteže od Južne Georgije i duž patagonijskih Anda. Fragmenti obrnute oceanske podloge ovog bazena sačuvani su kao ofiolitski kompleksi na ovom području, uključujući kompleks Larsen Harbour na Južnoj Georgiji. Iz toga se može zaključiti da je izvorni položaj mikrokontinenta Južne Georgije bio južno od Burdwood Banka na zapadnom Grebenu Sjeverne Scotie južno od Falklandskih otoka.
Bazen Rocas Verdes bio je ispunjen turbiditima koji potječu iz vulkanskog luka na pacifičkom rubu, a dijelom i s njegova kontinentalnog ruba. Weddellovo more se nastavilo širiti što je dovelo do proširenja između Patagonskih Anda i Antarktičkog poluotoka. U srednjoj kredi (100 Ma) stopa širenja u južnom Atlantiku značajno se povećala, a srednjoatlantski greben porastao je od 1200 km do 7000 km. To je dovelo do kompresijskih deformacija duž zapadnog ruba Južnoameričke ploče i obdukcije podloge Rocas Verdes na ovu marginu. Strukture povezane s ovom obdukcijom nalaze se od Ognjene zemlje do Južne Georgije. Ubrzanje kretanja Južne Amerike prema zapadu i inverzija bazena Rocas Verde konačno su doveli do pokretanja luka Scotia. Ova inverzija je imala komponentu sklizanja koja se može vidjeti na dislokaciji Cooper Baya u Južnoj Georgiji. Ovaj geološki režim doveo je do izdizanja i produljenja Anda i embrionalnog grebena Sjeverne Scotie, što je rezultiralo početnim premještanjem mikrokontinenta Južne Georgije na istok i formiranjem središnjeg mora Scotia.

### Otvaranje Drakeovog prolaza
Između kasne krede i ranog oligocena (90-30 Ma) malo se toga promijenilo u regiji, osim subdukcije ploče Phoenix duž zone loma Shackleton. U kasnom paleocenu i ranom eocenu (60-50 Ma) nastalo je Južno more Scotia i Greben Južne Scotie— prvi znak odvajanja južnih Anda i Antarktičkog poluotoka — što je rezultiralo širenjem morskog dna u moru Zapadne Škotske i stoga početnim otvaranjem dubokog Drakeovog prolaza. Kontinuirano produženje grebena Sjeverne Scotie iza Burdwood Banka dovelo je do toga da se Južna Georgia pomakne dalje na istok. Bankovi grebena Sjeverne Škotske sadrže vulkanske stijene slične onima koje se nalaze u Tierra del Fuego, uključujući otok Isla de los Estados na krajnjem istočnom kraju.
Tijekom ranog eocena (50 Ma), Drakeov prolaz između južnog vrha Južne Amerike kod rta Horn i južnog Shetlandskog otočja na Antarktiku bio je mali otvor s ograničenom cirkulacijom. Promjena relativnog kretanja između Južnoameričke ploče i Antarktičke ploče imala je značajne posljedice, uzrokujući širenje morskog dna i stvaranje ploče Scotia. Morski geofizički podaci pokazuju da se kretanje između Južnoameričke ploče i Antarktičke ploče pomaknulo s NS na WNW-ESE, praćeno osmostrukim povećanjem brzine razdvajanja. Ovaj pomak u širenju pokrenuo je stanjivanje kore i do 30–34 Ma, formirao se greben Zapadne Škotske.
Jedna od najistaknutijih značajki u samoj ploči Scotia je srednja dolina poznata kao Greben Zapadne Scotie. Proizvele su ga dvije ploče koje više nisu neovisno aktivne: ploče Magallanes i Central Scotia. Greben se sastoji od sedam segmenata odvojenih desnim bočnim transformacijskim pomacima različitih duljina. Zapadno područje Škotske ploče može se datirati na 26–5,5 Ma. Složeni obrazac širenja prije 26 Ma vjerojatno je prisutan u najstarijim dijelovima ovog režima širenja; tj. zapadno od kontinentskog podnožja Terror (sjeverno od otoka Elephant) i na padini kontinentskog praga Tierra del Fuego. Sve do 17 Ma Središnja ploča Scotia se brzo kretala prema istoku, potaknuta migracijom istočnih rovova, ali su se obje ploče od tada kretale vrlo sporo.

## Vanjske poveznice
|  | Zajednički poslužitelj ima još gradiva o temi Skošanska ploča |

- The Juan de Fuca Microplate System na portalu Colorado.edu  Arhivirana inačica izvorne stranice od 8. studenoga 2013. (Wayback Machine)